# Рюхов
Рюхов (на руски: Рюхов) е село в Березинскиото селско поселение (вид община от множество малки населени места) в Унечски район на Брянска област в Русия.
Старите имена на селото са Рухов и Рухово.
Идентификационният код на селото според Общоруския класификатор на обектите на административно-территориално деление (ОКАТО) е: 15258806009.

## География
Намира се в централната част на Брянска област на 5 km югоизточно по права линия от административния център на Унечския район – град Унеча – и на 2 km от административния център на селското поселение (общината) – махала (на руски: деревня) Березина.

## История
Край днешното село Рюхов на разстояние 0,6 km северозападно се намира градище от XII-XIII век. Освен това има и археологическо селище от XI-XIV век, намиращо се в северозападните покрайнини на днешното село, на 0,04 km северозападно от моста, източно от градището. Край селото на 2 km в източна посока има курганска могила от XI-XIII век.
В документ от 1527 г. (т. нар. Литовска метрика) на Полксо-литовската държава се споменава за село Рюхов. Т. е. то е било полско-литовско село.
След отцепването на запорожките казаците от Полско-литовската държава през 1649 г., селото се озовава в тяхната новосъздадена държава – Казашкото хетманство. Тъй като Казашкото хетманство от Переяславското споразумение от 1654 г. е било васално на Московското царство, а по-късно в периода 1764-1781 г. е напълно анектирано от Руската империя образувайки Малоруската губерния, то село Рюхов става от казашко – руско.
През XVII век селото e било рангово владение на съответния заемащ-длъжността Стародубски кмет (на руски: магистрат). След това става лично владение на съдията на Стародубския полк – Самуил Иванов – за неговите заслуги. След неговата смърт, селото владяла вдовицата му до нейната кончина.
След това с универсал (указ) от 10.08.1704 г. на хетман Иван Мазепа село Рюхов се дава „по милостта на войската“ като временно феодално владение на стародубския полковник – благородника Михаил Андреевич Миклашевски (ок. 1640 г. – 19 март 1706 г.). Към този момент, Михаил Миклашевски вече бил притежавал доста имоти в селото, които му били продадени от Мария Магдален Мазепина (майка на хетман Иван Мазепа и игуменка на Киевския Възнесенски девически манастир (днес не действащ; срещу мъжкия манастир Киевско-Печорска лавра) и на Глуховския Успенски девически манастир).
През 1706 г. Михаил Миклашевски е убит край полския град Несвиж в битка срещу шведите по време на Великата северна война. Многобройните му владения, включително село Рюхов, са управлявани от вдовицата му, която успява да измоли от хетмана село Рюхов не само да остане владение на семейството ѝ, ами да ѝ бъде лично дарено на нейно име като постоянно наследствено феодално владение („вечно владение“), което се случва с хетмански универсал (указ) на хетман Иван Мазепа от 15.09.1706 г. След нейната кончина, владенията са разделени между синовете им Андрей, Степан и Иван. Село Рюхов се наследява от Иван Михайлович Миклашевски (ок. 1700–1740 г.) и на него му се издава потвърдителен универсал от хетман Даниил Апостол от 13.01.1729 г.
След смъртта на Иван Михайлович Миклашевски село Рюхов се владее от сина му – Павел Иванович Миклашевски, който първоначално го бил преотстъпил на доведения си баща – Стефан Петрункович, но след неговата кончина, селото се връща в ръцете на Павел.
Селото се запазва във владение на дворянския род Миклашевски до краха на Руската империя през 1917 г.
До 1781 г. селото е влизало в състава на Новоместката сотня на Стародубския полк. След това до 1919 г. то е било част от Черниговска губерния.
През 1744 г. се споменава за „Илинска църква“, а през 1796 г. за дървен „Покровски храм“ (не са се съхранили).
През XIX век в селото е работила дестилерия. До началото на XX век се развивал занаятът на бъчварството.
В края на XIX век се открива земско (общинско) училище.
В средата на XX век по времето на Руската съветска федеративна социалистическа република тук е работил колхозът „7-ми конгрес на Съветите“.
От 1919 г. до 1927 г. селото е част от Гомелска, а от 1927 г. до 1929 г. – от Брянска губерния. През 1929 г. е създадена Западна област с център Смоленск, която включвала бившата Брянска губерния. От септември 1937 г. до юли 1944 г. селото е част от Орловска област. На 5 юли 1944 г. е създадена Брянска област, в която попада селото и до днес.

## Население
През 1723 г. в селото има 27 двора, а през 1781 г. – 52 двора.
Броят на населението: 555 души (1859 г.), 887 души (1892 г.), 1073 души (1926 г.), 596 души (1979 г.), 676 души (98% руснаци) през 2002 г., 619 души през 2010 г.

## Днес
В селото днес се намират Дом на културата, библиотека и начално училище.